# Elizabeth McMahon
Elizabeth „Liz“ McMahon (* 27. Februar 1993 in West Chester, Ohio, Vereinigte Staaten) ist eine US-amerikanische Volleyballspielerin.

## Karriere

### Verein
McMahon begann ihre Karriere im Volleyballteam der University of Illinois, für das sie zwischen 2011 und 2014 aktiv war. Nach ihrem Abschluss ebendort unterschrieb sie 2015 einen Vertrag beim puerto-ricanischen Verein Valencianas Juncos, verließ diesen aber bereits im selben Jahr wieder, um zum südkoreanischen Meister Hwaseong IBK Altos zu wechseln. Für diesen Verein war die Diagonalangreiferin in der Saison 2015/16 aktiv, gewann dort die Hauptrunde der Liga und wurde Vize-Meisterin.
Im Juni 2016 gab der deutsche Volleyballmeister und Pokalsieger Dresdner SC die Verpflichtung von Elizabeth McMahon für ein Jahr bekannt. In der Spielzeit 2016/17 war die Diagonalangreiferin Top-Scorerin bei den Dresdner und erreichte mit dem Team den dritten Platz in der Meisterschaftswertung. Ihren nach einer Saison ausgelaufenen Vertrag beim Dresdner SC verlängerte McMahon im Sommer 2017 nicht, um „in den kommenden Monaten ausschließlich mit der USA-Nationalmannschaft in Anaheim/Kalifornien trainieren“ zu können. Zur Saison 2017/18 wechselte McMahon zu Volley Soverato in die zweite italienische Liga.

### Nationalmannschaft
Liz McMahon gehört dem erweiterten Kader der Frauen-Volleyballnationalmannschaft der Vereinigten Staaten an. Nach einer erfolgreichen Saison beim Dresdner SC, in welcher sie Top-Scorerin des Vereins war, wurde die Diagonalangreiferin im Frühjahr 2017 erstmals in den Kader der Landesauswahl berufen. In Peru gewann sie im selben Jahr den Pan American Cup.